# Chonma
Chonma là một kun, hay huyện ở tây bắc tỉnh Bắc Pyongan của Bắc Triều Tiên. Đơn vị này giáp Kusong và Taegwan về phía đông, Sonchon và Tongrim về phía nam, Uiju và Pihyon về phía tây, và Sakchu về phía bắc. Huyện này được lập năm 1952 từ các khu vực đất của Kusong và Uiju.
Huyện có nhiều núi, với các dãy núi Chonma và Munsu chạy qua huyện. Đỉnh cao nhất là Chonmasan, 1169 m.
Huyện nằm ở lưu vực sông Áp Lục, các phụ lưu sông này chảy qua huyện Chonma gồm Samgyochon và the Kojin và Chonma. Các sông này được ngăn bằng đập để tạo ra hồ Manpung cũng như hồ Taeha, nước các hồ này dùng để tưới cho đồng bằng dọc theo Hoàng Hải.
Khí hậu lục địa, mùa hè nóng, màu đông lạnh, nhiệt độ trung bình năm là 8,7 °C, trung bình tháng 1 là -10,7 °C còn trung bình tháng 8 là 22,6 °C. Lượng mưa trung bình năm là 1260 mm. 82% diện tích đất là rừng, 13% là đất canh tacs.